# Neofellerites
Neofellerites is een geslacht van uitgestorven kreeftachtigen uit de klasse van de Ostracoda (mosselkreeftjes).

## Soort
- Neofellerites minimus Kozur, 1991 †